# 尾崎雅彦
尾崎 雅彦（おざき まさひこ、1958年2月5日 - ）は日本競輪選手会東京支部に在籍していた元競輪選手。東京都出身。日本競輪学校第39期生。師匠は父親である尾崎幸雄。松戸競輪場をホームバンクとしていた。

## 経歴
京北高等学校を中退後に日本競輪学校を受験し、学科、技能の試験とも合格し入学する。競輪学校の同期には、「ウルフ」と称された広島所属の木村一利がいた。デビュー戦は1977年5月5日の京王閣競輪場。初勝利も同日。
1979年の日本選手権競輪決勝戦（立川競輪場）では、断然人気の中野浩一をはじめ菅田順和・高橋健二と当時の自力型を相手にマークの山口健治を連れて果敢に逃げ、中野を捲り不発に追い込み、山口に優勝をもたらした一戦だったが、当時中野を力でねじ伏せられる選手というのはまずいないのではないかという状況の中、5着に敗れたとはいえ、尾崎の走りは高く評価された。
1980年、世界選手権のスクラッチ（現在の個人スプリント）代表となり、準決勝でジョルダーノ・トリニーを破り、決勝では一本目、二本目と、ともに先行策に打って出るも中野にストレートで敗れ銀メダル。
そして1981年、1982年の高松宮杯では共に予選3連勝で優勝に王手をかけるなど、この頃からGI決勝戦の常連の顔となり、また競走得点等では常に上位トップ3に名を連ねるなど、尾崎は競輪界屈指の実力派選手として君臨するようになった。しかしなぜかここまで大きなタイトルには縁がなく、82年の宮杯決勝では優勝目前となりながらもゴール寸前、後方から猛然と追い込んできた伊藤豊明に交わされてしまった。
だが1983年の宮杯決勝では、完全優勝を狙う中野浩一が梨野英人の引き出しでバック・３角を番手で通過、グランドスラム達成に絶対有利の流れになったが、ここで山口健治が放った捨身の捲りを中野が張りに行って僅かに空いたインを突き、先頭でゴールを駆け抜け涙の特別初優勝を果たした。その後も記念では抜群の強さを誇り、真の意味で中野、井上茂徳の最大のライバルと目されたこともあった。ところが尾崎はフラワーラインという一大グループ内の絆を大事にしすぎるあまり、肝心なところで甘さを出すケースが少なくなかった。
1984年の競輪祭決勝では人気の中心となりながらも目標の清嶋彰一が勝負所で中野浩一の捲りの前に動けず、敗れた。
1985年のKEIRINグランプリでも上位人気の一角に推されたが、ジャンで正攻法の位置にいた清嶋を中野が猛然と叩きに出たところ、その動きに尾崎が反応して一旦は中野を外に浮かせてしまうというプレーを見せたというのに、中野が最終バックで捲りを放った際には逆に何もできなかった。
1992年の宮杯決勝では、逃げる神山雄一郎（当時自力で売り出し中）の番手につけながらも、インで粘った滝澤正光（怪物時代に陰りが見え出した頃でこれが最後のタイトル）に番手を奪われ、結果、滝澤に優勝をさらわれてしまった。結局尾崎が獲得したタイトルは上記の83年の宮杯だけ。総合力という点において中野と双璧と目されたことがあった尾崎にしては少々物足りないといえる。
他にもタイトルのチャンスは幾つかあったが、特に惜しかったのは第40回日本選手権（千葉）で、赤板（残り2周）で東京ライン清嶋彰一（当時先行力は輪界BIG3）-尾崎-山口健治と絶好の番手で最周回浮上したが、インの本田晴美（当時自力型選手）に粘られて競り合いになり、2コーナーで競り負けた。尾崎は当時から自力選手で縦の脚（先行・捲り・追い込み）は強かったが、横の脚（競り）には多少不安があり、それを象徴したレースであった。吉井秀仁も同様の脚質だった。比較すると山口健治は横の脚が抜群で尾崎、-山口、吉井-山口と並ぶと良いコンビだった。山口のように自力型選手から追い込みにうまく転向できていれば、タイトルをもう1～2個取れたとかもしれない。
またプレッシャーに弱く、フアンの間からは惑星（人気があるとあっさり負けたり、人気がない時に2着まで入線とか）と呼ばれ人気の割には車券が買いにくい事で有名だった。また、マスクも良くて輪界のプリンスと呼ばれていた。
もっとも、尾崎は40歳を過ぎてもS級で活躍し、引退年となった2005年12月26日時点においてもS級2班に在籍していた。次期（2006年1月～7月）もS2が確定していたが、夫人の実家が寺院であったことが縁となり、かねてからその職を受け継ぐ話が出ていたこともあったことから、現役を引退することになった。

## 主な獲得タイトル
- 1983年 - 高松宮杯（大津びわこ競輪場）

## 競走スタイル
全盛期は「逃げよし、捲りよし、追い込みよし」という三拍子揃った自在性の脚質を誇っており、また甘いマスクであったことも手伝ってプリンスというニックネームをつけられた。現役晩年にも、目標選手不発の際には自分で捲りを打つこともあった。